# Alano II de Bretaña
Alano II de Bretaña, conocido como Barbetorte (Barbatuerta en castellano), (910 - Nantes, 952), fue conde de Poher y luego duque de Bretaña. Su abuelo materno era el rey Alano I el Grande de Bretaña. 
También fue conocido como al louarn (el zorro, en lengua bretona).

## Biografía
Refugiado con su padre Mathuédoi, conde de Poher, junto al rey de Inglaterra Eduardo el Viejo, desembarca en el continente, a instancias del abad Juan de Landévennec, que dirigía una colonia bretona en Montreuil y con ayuda del rey inglés Athelstan, en Dol, en el campo de Péran en las cercanías de Saint-Brieuc y Plourivo, en el año 936, reconquista a los vikingos el estuario del Loira y la mayoría de las plazas bretonas en 937 (Batalla de Kerlouan) y logra hacerse nombrar «Brittonum dux» en 938. La liberación se culmina el día 1 de agosto de 939 con la victoria en la batalla de Trans sobre los normandos. Este día se convertirá posteriormente en la fiesta nacional bretona.
Renuncia al Cotentin, Avranchin y Mayenne, pero Luis IV de Francia reconoce como contrapartida que 

Bretaña no había formado parte nunca de su reino

Establece alianzas con el carolingio Luis IV de Francia, a quien conoció durante su exilio en Inglaterra, y con el conde de Chartres Teobaldo I de Blois.
Está enterrado en la basílica de Nuestra Señora de Nantes, ciudad que había elegido como capital de su ducado.
Alano II de Bretaña contrajo matrimonio, antes de 949, con una hermana del citado Teobaldo I, conde de Blois, de Tours y de Chartres. De esta unión nació Drogo de Bretaña, hacia 950.
De una relación con una dama noble de nombre Judith tuvo otros dos hijos ilegítimos, con edad suficiente para que hacia el 945 suscribieran junto a él un contrato:
- Hoël I de Bretaña
- Guérech de Bretaña